# Sammy Adjei
Sammy Adjei (* 1. September 1980 in Accra) ist ein ehemaliger ghanaischer Fußballspieler auf der Position des Torwarts.
Adjei wechselte 2005 von Hearts of Oak SC für 150.000 $ nach Israel zu FC Aschdod. Nach drei Jahren in Israel kehrte er im Sommer 2008 nach Ghana zurück. Seitdem steht er bei Accra Hearts of Oak unter Vertrag. Am 15. Juli 2013 wurde er von Hearts of Oak SC auf die Transferliste gesetzt und am 16. Juli 2013 von seinen Vertrag freigestellt. Er beendete in folge der Entlassung seine aktive Karriere.
Er war bis 2006 Stammtorhüter der ghanaischen Nationalmannschaft, wurde aber dann ins zweite Glied gesetzt, da er durch kleine Unkonzentriertheiten zu viele Gegentore verursachte. Adjei nahm an der Fußball-WM 2006 in Deutschland teil, ohne jedoch eingesetzt zu werden.

## Externe Webseiten
- Sammy Adjei in der Datenbank von National-Football-Teams.com (englisch)

| Personendaten    | Personendaten              |
| ---------------- | -------------------------- |
| NAME             | Adjei, Sammy               |
| KURZBESCHREIBUNG | ghanaischer Fußballspieler |
| GEBURTSDATUM     | 1. September 1980          |
| GEBURTSORT       | Accra                      |